# La Neuville-en-Hez

La Neuville-en-Hez este o comună în departamentul Oise, Franța. În 1 ianuarie 2022 avea o populație de 954 de locuitori.